# Ichneumon lutescens
Ichneumon lutescens là một loài tò vò trong họ Ichneumonidae.